# Município de Benton (condado de Paulding, Ohio)
Localização do Ohio nos E.U.A.
O município de Benton (em inglês: Benton Township) é um município localizado no condado de Paulding no estado estadounidense de Ohio. No ano 2010 tinha uma população de 1046 habitantes e uma densidade populacional de 11,06 pessoas por km².

## Geografia
O município de Benton encontra-se localizado nas coordenadas 41° 02′ 01″ N, 84° 44′ 45″ O. Segundo o Departamento do Censo dos Estados Unidos, o município tem uma superfície total de 94.61 km², da qual 94,61 km² correspondem a terra firme e (0 %) 0 km² é água.

## Demografia
Segundo o censo de 2010, tinha 1046 pessoas residindo no município de Benton. A densidade de população era de 11,06 hab./km².